# ستان كروذر
ستان كروذر (بالإنجليزية: Stan Crowther)‏ هو لاعب كرة قدم بريطاني، ولد في 3 سبتمبر 1935 في بيلستون ‏ في المملكة المتحدة، وتوفي في 28 مايو 2014. شارك مع منتخب إنجلترا تحت 21 سنة لكرة القدم. أما مع النوادي، فقد لعب مع أستون فيلا وبرايتون أند هوف ألبيون وتشيلسي ومانشستر يونايتد.